# Lachesis

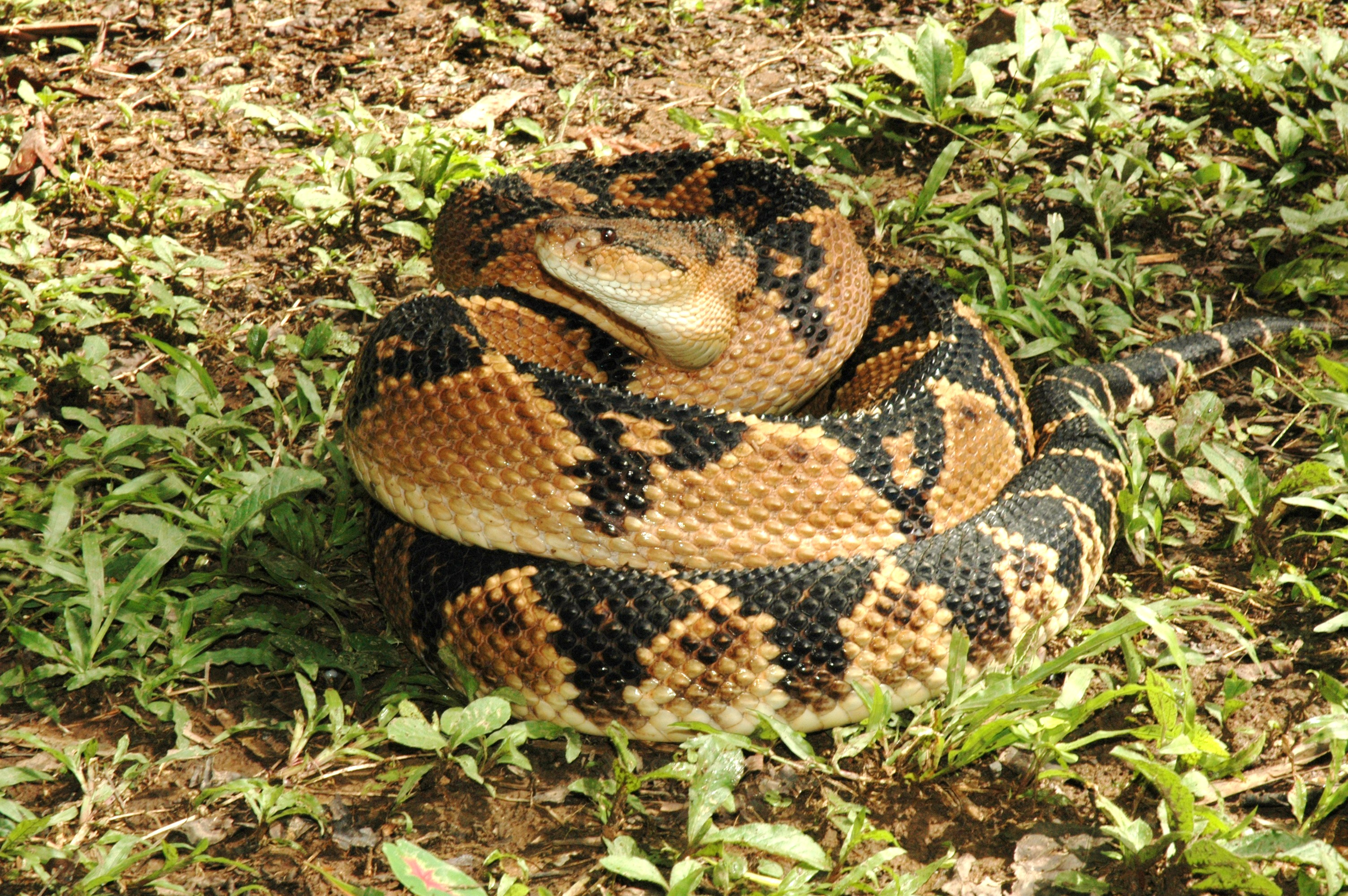
Lachesis muta

Lachesis, conhecida como surucucu (ou pelo nome em inglês, bushmasters), é um gênero de víbora crotalinae venenosa encontrada nas florestas das Américas Central e do Sul. O nome genérico é uma referência a uma das Moiras, Lachesis, da Mitologia Grega que determinava o comprimento do fio da vida. Atualmente há quatro espécies identificadas de Lachesis.